# Ministeri d'Ultramar
El Ministeri d'Ultramar va ser el departament ministerial encarregat de la direcció de les colònies espanyoles que conformaven l'Imperi Espanyol.

## Història
El ministeri com a tal no es va crear fins a 1863, i fins llavors l'administració dels territoris ultramarins havia anat variant al llarg del temps. Procedent del Despatx de Marina i Índies va ser modificat durant el regnat de Felip V, quan va ser creat aquest despatx, al qual més tard se li uniria el de la Guerra. En el regnat de Carles III Ultramar va ser separat de Marina. Amb la Constitució de Cadis es va crear la Secretaria d'Estat i Despatx de Govern d'Ultramar, que es va mantenir fins a la tornada de Ferran VII com a monarca absolut, reprenent la seva antiga denominació al costat de Marina.
En 1836 la reforma de l'administració va propiciar l'aparició dels ministeris, no obstant això el govern d'Ultramar es va incloure dins de la Secretaria d'Estat i Despatx de Marina, Comerç i Govern d'Ultramar. El 1847 es va crear la Direcció general de Govern d'Ultramar inclosa dins en diversos ministeris fins a la seva conversió en ministeri específic. La Direcció general va ser suprimida a través del Reial decret del 30 de juny de 1856, però aquesta supressió no va durar gaire, ja que el Reial decret del 14 de juny d'aquest mateix any va restituir la Direcció general.
Finalment, mitjançant el Reial decret del 20 de maig de 1863, es va crear el Ministeri d'Ultramar encarregat de l'administració de les colònies espanyoles, excepte les atribucions d'Hisenda, Guerra i Estat, segons el Reial decret del 19 de maig de 1854. El Ministeri d'Ultramar es va mantenir fins que va ser suprimit mitjançant el Reial decret del 20 d'abril de 1899 a causa de la falta d'atribucions després de les pèrdues colonials, a conseqüència de la Guerra d'Independència cubana de 1898 i del Tractat hispanoalemany de 1899.
Entre 1885 i 1898, va ocupar l'edifici de la Presó de Corte, que el 1901 va passar a anomenar-se Palau de Santa Cruz, per albergar al Ministeri d'Estat.
- Secretaria d'Estat i Despatx de Marina, Comerç i Governació d'Ultramar (1836-1847)
- Direcció general de Govern d'Ultramar (1847)
  - Inclosa en el Ministeri de Governació del Regne (1847-1851)
  - Inclosa en la Presidència del Consell de Ministres (1851-1854)
  - Inclosa en el Ministeri d'Estat (1854-1856)
  - Suprimit (1856)
  - Inclosa en el Ministeri de Foment (1856-1856)
  - Inclosa en el Ministeri d'Estat (1856-1858)
  - Presidència del Consell de Ministres, Guerra i Ultramar (1858-1863)
- Ministeri d'Ultramar (1863-1899)

## Llista de ministres
| Període                                   | Inici                  | Fi                             | Nom                            | Retrat                                                            | Notes                        |
| ----------------------------------------- | ---------------------- | ------------------------------ | ------------------------------ | ----------------------------------------------------------------- | ---------------------------- |
| Regnat d' Isabel II (1833-1868)           |                        |                                |                                |                                                                   |                              |
| 21 de maig de 1863                        | 18 de juliol de 1863   | José Gutiérrez de la Concha    |                                | Manuel Pando Fernández de Pinedo                                  |                              |
| 18 de juliol de 1863                      | 1 d'agost de 1863      | Manuel Moreno López            |                                | Manuel Pando Fernández de Pinedo                                  |                              |
| 1 d'agost de 1863                         | 6 d'agost de 1863      | José Gutiérrez de la Concha    |                                | Manuel Pando Fernández de Pinedo                                  |                              |
| 6 d'agost de 1863                         | 29 de novembre de 1863 | Francesc Permanyer i Tuyets    |                                | Manuel Pando Fernández de Pinedo                                  |                              |
| 29 de novembre de 1863                    | 17 de gener de 1864    | José Gutiérrez de la Concha    |                                | Manuel Pando Fernández de Pinedo                                  |                              |
| 17 de gener de 1864                       | 1 de març de 1864      | Alejandro de Castro Casal      |                                | Lorenzo Arrazola                                                  |                              |
| 1 de març de 1864                         | 16 de setembre de 1864 | Diego López Ballesteros        |                                | Alejandro Mon y Menéndez                                          |                              |
| 16 de setembre de 1864                    | 21 de juny de 1865     | Manuel Seijas Lozano           |                                | Ramón María Narváez                                               |                              |
| 21 de juny de 1865                        | 10 de juliol de 1866   | Antonio Cánovas del Castillo   |                                | Leopoldo O'Donnell                                                |                              |
| 10 de juliol de 1866                      | 27 d'octubre de 1867   | Alejandro de Castro Casal      |                                | Ramón María Narváez                                               |                              |
| 27 d'octubre de 1867                      | 23 d'abril de 1868     | Carlos Marfori                 |                                | Ramón María Narváez                                               |                              |
| 23 d'abril de 1868                        | 15 de juny de 1868     | Carlos Marfori                 |                                | Luis González Bravo                                               |                              |
| 15 de juny de 1868                        | 19 de setembre de 1868 | Tomás Rodríguez Rubí           |                                | Luis González Bravo                                               |                              |
| Junta Revolucionària Interina (1868-1871) |                        |                                |                                |                                                                   |                              |
| 8 d'octubre de 1868                       | 18 de juny de 1869     | Adelardo López de Ayala        |                                | Pascual Madoz Ibáñez Joaquín Aguirre de la Peña Francisco Serrano |                              |
| 18 de juny de 1869                        | 6 d'agost de 1869      | Juan Bautista Topete           |                                | Joan Prim                                                         |                              |
| 6 d'agost de 1869                         | 2 d'abril de 1870      | Manuel Becerra Bermúdez        |                                | Joan Prim                                                         |                              |
| 2 d'abril de 1870                         | 27 de desembre de 1870 | Segismundo Moret y Prendergast |                                | Joan Prim                                                         |                              |
| 27 de desembre de 1870                    | 4 de gener de 1871     | Adelardo López de Ayala        |                                | Juan Bautista Topete                                              |                              |
| Regnat d' Amadeu I (1871-1873)            |                        |                                |                                |                                                                   |                              |
| 4 de gener de 1871                        | 24 de juliol de 1871   | Adelardo López de Ayala        |                                | Francisco Serrano                                                 |                              |
| 24 de juliol de 1871                      | 5 d'octubre de 1871    | Tomás Mosquera                 |                                | Manuel Ruiz Zorrilla                                              |                              |
| 5 d'octubre de 1871                       | 21 de desembre de 1871 | Víctor Balaguer                |                                | José Malcampo                                                     |                              |
| 21 de desembre de 1871                    | 20 de gener de 1872    | Juan Bautista Topete           |                                | Práxedes Mateo Sagasta                                            |                              |
| 20 de gener de 1872                       | 26 de maig de 1872     | Cristóbal Martín de Herrera    |                                | Práxedes Mateo Sagasta                                            |                              |
| 26 de maig de 1872                        | 13 de juny de 1872     | Adelardo López de Ayala        |                                | Francisco Serrano                                                 |                              |
| 13 de juny de 1872                        | 21 de desembre de 1872 | Eduardo Gasset y Artime        |                                | Manuel Ruiz Zorrilla                                              |                              |
| 21 de desembre de 1872                    | 12 de febrer de 1873   | Tomás Mosquera                 |                                | Manuel Ruiz Zorrilla                                              |                              |
| I República (1873-1874)                   |                        |                                |                                |                                                                   |                              |
| 12 de febrer de 1873                      | 24 de febrer de 1873   | Francisco Salmerón y Alonso    |                                | Estanislau Figueras                                               |                              |
| 24 de febrer de 1873                      | 11 de juny de 1873     | Josep Cristòfol Sorní i Grau   |                                | Estanislau Figueras                                               |                              |
| 11 de juny de 1873                        | 13 de juny de 1873     | Josep Cristòfol Sorní i Grau   |                                | Francesc Pi i Margall                                             |                              |
| 13 de juny de 1873                        | 19 de juliol de 1873   | Francesc Sunyer i Capdevila    |                                | Francesc Pi i Margall                                             |                              |
| 19 de juliol de 1873                      | 4 de setembre de 1873  | Eduardo Palanca Asensi         |                                | Nicolás Salmerón                                                  |                              |
| 4 de setembre de 1873                     | 3 de gener de 1874     | Santiago Soler i Pla           |                                | Emilio Castelar                                                   |                              |
| 3 de gener de 1874                        | 13 de maig de 1874     | Tomás Mosquera                 |                                | Francisco Serrano Juan Zavala de la Puente                        |                              |
| 13 de maig de 1874                        | 3 de setembre de 1874  | Antonio Romero Ortiz           |                                | Juan Zavala de la Puente                                          |                              |
| 3 de setembre de 1874                     | 31 de desembre de 1874 | Antonio Romero Ortiz           |                                | Práxedes Mateo Sagasta                                            |                              |
| Regnat d' Alfons XII (1874-1885)          | 31 de desembre de 1874 | 13 de febrer de 1875           | Adelardo López de Ayala        |                                                                   | Antonio Cánovas del Castillo |
| Regnat d' Alfons XII (1874-1885)          | 13 de febrer de 1875   | 2 de desembre de 1875          | Adelardo López de Ayala        |                                                                   | Antonio Cánovas del Castillo |
| Regnat d' Alfons XII (1874-1885)          | 2 de desembre de 1879  | 15 de gener de 1877            | Adelardo López de Ayala        |                                                                   | Antonio Cánovas del Castillo |
| Regnat d' Alfons XII (1874-1885)          | 15 de gener de 1877    | 8 de març de 1879              | Cristóbal Martín de Herrera    |                                                                   | Antonio Cánovas del Castillo |
| Regnat d' Alfons XII (1874-1885)          | 8 de març de 1879      | 9 de desembre de 1879          | Salvador Albacete y Albert     |                                                                   | Arsenio Martínez-Campos      |
| Regnat d' Alfons XII (1874-1885)          | 9 de desembre de 1879  | 23 de març de 1880             | José Elduayen Gorriti          |                                                                   | Antonio Cánovas del Castillo |
| Regnat d' Alfons XII (1874-1885)          | 23 de març de 1880     | 8 de febrer de 1881            | Cayetano Sánchez Bustillo      |                                                                   | Antonio Cánovas del Castillo |
| Regnat d' Alfons XII (1874-1885)          | 8 de febrer de 1881    | 9 d'octubre de 1883            | Fernando León y Castillo       |                                                                   | Práxedes Mateo Sagasta       |
| Regnat d' Alfons XII (1874-1885)          | 9 d'octubre de 1883    | 13 d'octubre de 1883           | Gaspar Núñez de Arce           |                                                                   | Práxedes Mateo Sagasta       |
| Regnat d' Alfons XII (1874-1885)          | 13 d'octubre de 1883   | 18 de gener de 1884            | Estanislao Suárez Inclán       |                                                                   | José Posada                  |
| Regnat d' Alfons XII (1874-1885)          | 18 de gener de 1884    | 27 de novembre de 1885         | Manuel Aguirre de Tejada       |                                                                   | Antonio Cánovas del Castillo |
| Regència de Maria Cristina (1885-1902)    | 27 de novembre de 1885 | 10 d'octubre de 1886           | Germán Gamazo Calvo            |                                                                   | Práxedes Mateo Sagasta       |
| Regència de Maria Cristina (1885-1902)    | 12 de novembre de 1887 | 14 de juny de 1888             | Víctor Balaguer                |                                                                   | Práxedes Mateo Sagasta       |
| Regència de Maria Cristina (1885-1902)    | 14 de juny de 1888     | 11 de desembre de 1888         | Trinitario Ruiz Capdepón       |                                                                   | Práxedes Mateo Sagasta       |
| Regència de Maria Cristina (1885-1902)    | 11 de desembre de 1888 | 21 de gener de 1890            | Manuel Becerra Bermúdez        |                                                                   | Práxedes Mateo Sagasta       |
| Regència de Maria Cristina (1885-1902)    | 21 de gener de 1890    | 5 de juliol de 1890            | Manuel Becerra Bermúdez        |                                                                   | Práxedes Mateo Sagasta       |
| Regència de Maria Cristina (1885-1902)    | 5 de juliol de 1890    | 23 de novembre de 1891         | Antonio María Fabié            |                                                                   | Antonio Cánovas del Castillo |
| Regència de Maria Cristina (1885-1902)    | 23 de novembre de 1891 | 11 de desembre de 1892         | Francisco Romero Robledo       |                                                                   | Antonio Cánovas del Castillo |
| Regència de Maria Cristina (1885-1902)    | 11 de desembre de 1892 | 12 de març de 1894             | Antoni Maura i Montaner        |                                                                   | Práxedes Mateo Sagasta       |
| Regència de Maria Cristina (1885-1902)    | 12 de març de 1894     | 4 de novembre de 1894          | Manuel Becerra Bermúdez        |                                                                   | Práxedes Mateo Sagasta       |
| Regència de Maria Cristina (1885-1902)    | 4 de novembre de 1894  | 23 de març de 1895             | Buenaventura Abarzuza Ferrer   |                                                                   | Práxedes Mateo Sagasta       |
| Regència de Maria Cristina (1885-1902)    | 23 de març de 1895     | 8 d'agost de 1897              | Tomás Castellano y Villarroya  |                                                                   | Antonio Cánovas del Castillo |
| Regència de Maria Cristina (1885-1902)    | 8 d'agost de 1897      | 4 d'octubre de 1897            | Tomás Castellano y Villarroya  |                                                                   | Marcelo Azcárraga            |
| Regència de Maria Cristina (1885-1902)    | 4 d'octubre de 1897    | 18 de maig de 1898             | Segismundo Moret y Prendergast |                                                                   | Práxedes Mateo Sagasta       |
| Regència de Maria Cristina (1885-1902)    | 18 de maig de 1898     | 7 de març de 1899              | Vicente Romero Girón           |                                                                   | Práxedes Mateo Sagasta       |
| Regència de Maria Cristina (1885-1902)    | 7 de març de 1899      | 20 d'abril de 1899             | Raimundo Fernández Villaverde  |                                                                   | Francisco Silvela            |